# Deutsche Cadre-47/2-Meisterschaft 1997/98
Die Deutsche Cadre-47/2-Meisterschaft 1997/98 ist eine Billard-Turnierserie und fand vom 12. bis zum 14. September 1997 in Gladbeck zum 65. Mal statt.

## Geschichte
In der Deutschen Billard Zeitung (Billard Sport Magazin) gab es keine verwertbaren Informationen mehr. Die Endtabelle wurde aus der Österreichischen Billard Zeitung (Billard) übernommen.

## Modus
Gespielt wurde eine Vorrunde mit drei Gruppen à vier Spielern. Die Gruppensieger und der beste Gruppenzweite spielten im K.-o.-System den Sieger aus. Das ganze Turnier wurde bis 200 Punkte gespielt. Die Endplatzierung ergab sich aus folgenden Kriterien:
1. Matchpunkte
2. Generaldurchschnitt (GD)
3. Höchstserie (HS)

## Abschlusstabelle
| MP    | Match Punkte (Sieger = 2; Unentschieden = 1; Verlierer = 0) |
| SV    | Satzverhältnis (nur bei Turnieren im Satzsystem)            |
| Pkte. | Erzielte Karambolagen                                       |
| Aufn. | benötigte Aufnahmen                                         |
| GD    | Generaldurchschnitt                                         |
| MGD   | Mannschafts-Generaldurchschnitt                             |
| BED   | Bester Einzeldurchschnitt eines Spielers                    |
| BEMD  | Bester Einzeldurchschnitt einer Mannschaft                  |
| BSD   | Bester Satzdurchschnitt eines Spielers                      |
| HS    | Höchstserie                                                 |
| WRP   | Weltranglistenpunkte                                        |

| Klassement                 | Klassement        | Klassement | Klassement | Klassement | Klassement | Klassement | Klassement | Klassement | Klassement |
| Platz                      | Name              | MP         | GD         | BED        | HS         |            |            |            |            |
| -------------------------- | ----------------- | ---------- | ---------- | ---------- | ---------- | ---------- | ---------- | ---------- | ---------- |
| 1                          | Thomas Nockemann  | 10:0       | 19,60      | 33,33      | 82         |            |            |            |            |
| 2                          | Hans Wernikowski  | 6:4        | 16,11      | 28,57      | 122        |            |            |            |            |
| 3                          | Roland Gries      | 6:4        | 13,10      | 22,22      | 77         |            |            |            |            |
| 4                          | Arnd Riedel       | 6:4        | 11,53      | 16,66      | 108        |            |            |            |            |
| 5                          | Dirk Peßarra      | 4:2        | 12,16      | 15,38      | 66         |            |            |            |            |
| 6                          | Jens Eggers       | 4:2        | 10,58      | 13,33      | 61         |            |            |            |            |
| 7                          | Bernhard Lotz     | 4:2        | 8,08       | 9,09       | 45         |            |            |            |            |
| 8                          | Jürgen Keul       | 2:4        | 11,91      | 10,52      | 68         |            |            |            |            |
| 9                          | Dirk Dröge        | 2:4        | 8,78       | 9,52       | 37         |            |            |            |            |
| 10                         | Johannes Dietrich | 0:6        | 7,23       | -          | 48         |            |            |            |            |
| 11                         | Stephan Vican     | 0:6        | 6,26       | –          | 45         |            |            |            |            |
| 12                         | Hasan Kir         | 0:6        | 4,32       | –          | 32         |            |            |            |            |
| Turnierdurchschnitt: 10,85 |                   |            |            |            |            |            |            |            |            |